# Pavonia subrotunda
Pavonia subrotunda är en malvaväxtart som beskrevs av A. St.-hil. och Naud.. Pavonia subrotunda ingår i släktet påfågelsmalvor, och familjen malvaväxter. Inga underarter finns listade i Catalogue of Life.